# Gilbert Desmaroux de Gaulmin
Gilbert Désirat Desmaroux de Gaulmin (11 février 1815, Montmarault, Allier - 19 août 1885, Saint-Gérand-le-Puy, Allier), est un homme politique français.

## Biographie
Il fut élève de l'École polytechnique, puis se fit recevoir docteur en droit. Il se fixa dans ses propriétés de Saint-Gérand-le-Puy, devint maire de la localité et conseiller général de l'Allier pour le canton de Varennes (il présida le conseil général de l'Allier de 1860 à 1870). 
Le 8 juillet 1849, en remplacement de Ledru-Rollin, qui avait opté pour le Var, il fut élu représentant de l'Allier à l'Assemblée législative, par 12 968 voix sur 31 052 votants et 90 200 inscrits, contre MM. Gallay, 12 909 voix, et Tourret, ancien ministre, 4 442. Il soutint la politique du prince-président, vota pour les crédits de l'expédition romaine, pour la loi Falloux-Parieu sur l'enseignement, et, après le coup d'État de 1851, fit partie de la Commission consultative chargée provisoirement du pouvoir législatif. 
Aux élections du 29 février 1852, candidat officiel au Corps législatif dans la 2e circonscription de l'Allier, il fut élu, par 25 937 voix sur 27 079 votants et 44 063 inscrits, et fut successivement réélu : le 22 juin 1857, par 18 948 voix sur 19 091 votants et 32 864 inscrits ; le 1er juin 1863, par 20 266 voix sur 22 089 votants et 32 308 inscrits, contre 1 190 voix à M. Gallay, candidat de l'opposition, et 652 à A. Picard ; le 24 mai 1869, par 15 212 voix sur 24 751 votants et 35 199 inscrits, contre 9 489 voix à Victor André Cornil, candidat de l'opposition. 
Dans ces différentes législatures, il fit partie de la majorité dynastique et fut souvent membre de la commission du budget ; il vota (juillet 1870) la déclaration de guerre à la Prusse. L'empereur lui avait accordé le titre de baron, le 25 décembre 1869. Rendu à la vie privée à la révolution du 4 septembre, il tenta de rentrer dans la vie politique aux élections du 20 février 1876 ; mais il échoua dans l'arrondissement de Lapalisse, avec 5 751 voix contre 9 194 données à l'élu, M. Cornil, et 2 087 à M. Gallay, candidat radical. Il était commandeur de la Légion d'honneur (1869).
Gilbert Desmaroux de Gaulmin avait acheté en 1856 le château de Saint-Alyre, qui est situé à environ trois kilomètres au sud-ouest du bourg de Saint-Gérand, mais sur la commune voisine de Sanssat.
Il est inhumé au cimetière de Saint-Gérand-le-Puy, dans une tombe monumentale due à l'architecte Moreau, de Moulins.

## Sources
- « Gilbert Desmaroux de Gaulmin », dans Adolphe Robert et Gaston Cougny, Dictionnaire des parlementaires français, Edgar Bourloton, 1889-1891 [détail de l’édition]